# Iván Rodríguez Tato
Iván Rodríguez Tato (Salas de la Ribera, Provincia de León, España, 28 de enero de 1998) conocido deportivamente como Iván Tato es un futbolista español que juega como extremo derecho. Actualmente forma parte de la Unió Esportiva Sant Julià de la Primera División de Andorra.

## Trayectoria deportiva
Formado desde temprana edad en diferentes clubes base de la Provincia de León como el Atlético Bierzo o el Club Deportivo Puente, en 2011 pasa a formar parte de las categorías inferiores del Sociedad Deportiva Ponferradina donde permaneció diez temporadas consecutivas.
En 2014 llega al primer combinado U19 del club de Ponferrada para competir en la Liga Nacional Juvenil de España, y estando en dinámica de entrenamientos con el primer equipo habiendo sido convocado en diversas ocasiones para el campeonato, el 14 de mayo de 2017, debutacon el primer equipo de la Sociedad Deportiva Ponferradina en el encuentro oficial de liga correspondiente a la jornada 38 del campeonato de liga de Segunda División B de España en el empate a cero ante el Club Deportivo Tudelano.
En la temporada 2017/2018 el jugador renueva por tres campañas, promocionando a la S. D. Ponferradina "B". Compaginó su actividad en el conjunto filial con el primer equipo donde fue convocado hasta en diez ocasiones, volviendo a disputar un encuentro oficial el 13 de mayo de 2018, en la jornada 38 del campeonato de liga del grupo primero de Segunda División B de España, en la victoria por 0-3 ante el Club de Fútbol Fuenlabrada.
Una vez finalizado contrato con la S. D. Ponferradina "B", para el curso 2020/2021 ficha por el Centro de Deportes Barco para competir en el grupo primero de Tercera Federación donde permaneció por dos campañas en las que disputó un total de cuarenta encuentros de liga, siendo en la última cuando finalizando en cuarta posición en liga el equipo disputa el playoffde ascenso a  Segunda Federación.
En el primer tramo de la temporada 2022/2023 recala en el Siniscola Montalbo de la Promozione de Italia para en el mercado de invierno de ese mismo curso firmar contrato profesional con la Unió Esportiva Sant Julià para competir en la Primera División de Andorra, haciendo su debutoficial el 29 de enero de 2023 en el encuentro correspondiente a la jornada 15 del campeonato de liga ante el Inter Club d'Escaldes.

## Carrera deportiva

### Clubes
| Club                      | País    | Año               |
| ------------------------- | ------- | ----------------- |
| S. D. Ponferradina U19    | España  | 2014 - 2017       |
| S. D. Ponferradina "B"    | España  | 2017 - 2020       |
| C. D. Barco               | España  | 2020 - 2022       |
| Siniscola Montalbo        | Italia  | 2022              |
| Unió Esportiva Sant Julià | Andorra | 2023 - Actualidad |